# Tracktion
Tracktion är en sequencer eller DAW (Digital Audio Workstation) från företaget Mackie. Programmet finns till både PC och Mac och är främst känt för att vara mycket lättanvänt. Gränssnittet är utformat så att allting görs i ett enda fönster till skillnad från de flesta sequencers som använder olika fönster för mixer, midiredigering, VST-instrument, VST-effekter osv. En aspekt av gränssnittet som gör Tracktion än mer speciellt är att det saknar mixer. Istället redigerar man (och automatiserar) volymreglarna direkt på varje kanal. En attraktiv funktion är att plugins använder dra-och-släppteknik och de kan alltså flyttas runt godtyckligt på eller mellan kanalerna. Funktionsrikedomen har annars historiskt legat något under professionella sequencers och man har istället konkurrerat med ett lågt pris och ett erkänt smidigt arbetsflöde.